# Ostatni wóz
Ostatni wóz (ang. The Last Wagon) – amerykański western z 1956 roku w reżyserii Delmera Davesa.

## Opis fabuły
Rok 1873, Arizona. Biały Komancz Todd – to człowiek który większość swojego życia spędził pośród Indian. Po długim pościgu zostaje schwytany przez szeryfa Harpera i aresztowany pod zrzutem zabójstwa jego braci. Następnie Harper wraz z więźniem korzysta z propozycji napotkanej po drodze, podróżującej wozami grupy osadników pod przywództwem byłego pułkownika armii Stanów Zjednoczonych Williama Normanda i przyłącza się do nich. Osadnikom od początku nie podoba się sposób w jaki Harper traktuje więźnia – szeryf „prowadzi go za koniem”, a podczas postojów trzyma przykutego do koła przy wozie, odmawiając jedzenia i picia. Gdy podczas jednego z postojów kilkuletni Billy podaje Todowi fajkę, a Harper uderza go, wybucha awantura. Todd korzystając ze zmieszania, jedną z nie przykutych rąk zabija Harpera celnym rzutem siekiery porzuconej w pobliżu przez jednego z uczestników zajścia. Śmierć szeryfa niewiele zmienia w sytuacji Todda – dla osadników wciąż jest przestępcą, który właśnie dokonał kolejnego zabójstwa. Pozostawiają go w kajdanach z zamiarem wydania wymiarowi sprawiedliwości przy najbliższej, nadarzającej się okazji. Tuż po całym zajściu, nocą na obozowisko osadników napada grupa Apaczów mordując wszystkich z wyjątkiem kilkorga młodocianych dzieci osadników, które udały się kąpać do pobliskiej rzeki. Z nocnej masakry cudem uchodzi z życiem również Todd, którego Apacze wraz z wozem do którego był przykuty zrzucają ze skarpy i pozostawiają, przekonani, że nie mógł przeżyć. Dwie piękne córki Normanda – Jolie i Valinda – oraz czworo innych dzieci osadników Jenny i jej brat Billy, Clint i Ridge – to jedyni, oprócz Todda, ocaleli z nocnej rzezi. Wszyscy oni, pomimo nieufności niektórych z nich wobec więźnia, zdają sobie sprawę, że Todd ze względu na swoje doświadczenie i znajomość realiów życia na prerii oraz Indian jest jedynym człowiekiem będącym w stanie wybawić ich z opresji. Pomimo sporów co do osoby Todda decydują się oni uwolnić go i powierzają mu dalsze przywództwo nad grupą. Tood zdaje sobie doskonale sprawę, że maluteńka grupka osadników znajduje się wobec grupy kilkuset Apaczów, będących na wojennej ścieżce. Jedyną drogą ucieczki przed nimi jest dla ocalałych wjazd do „kanionu śmierci”. Po drodze, pomiędzy Toddem, a od początku przychylnej mu Jenny, wybucha płomienne uczucie. Dzięki sprytowi i zaradności Todda oraz wsparciu napotkanego po drodze małego oddziału kawalerii armii amerykańskiej, wszystkim udaje się szczęśliwie uciec przed atakującymi Apaczami. W ostatniej scenie filmu Todd staje przed sądem, aby rozliczyć się ze swoich win. Dopiero wtedy okazuje się, że jest on mścicielem, który zabił z chęci zemsty za śmierć swojej indiańskiej żony i ich dzieci, bestialsko zamordowanych przez Harpera i jego braci. Dzięki tym okolicznościom oraz zeznaniom towarzyszy, którzy przedstawiają go jako swojego wybawcę, Todd zostaje uniewinniony i uwolniony. Wraz z ukochaną Jenny i jej bratem Billym odjeżdża wolno by rozpocząć nowe życie.

## Obsada aktorska
- Richard Widmark – Todd
- Felicia Farr – Jenny
- Susan Kohner – Jolie
- Tommy Rettig – Billy
- Stephanie Griffin – Valinda
- Ray Stricklyn – Clint
- Nick Adams – Ridge
- Carl Benton Reid – gen. Oliver O. Howard
- Douglas Kennedy – płk. Normand
- George Mathews – szeryf Harper
- James Drury – por. Kelly
- Ken Clark – sierżant
- Timothy Carey – Cole Harper
- Juney Ellis – pani Clinton
- Abel Fernandez – indiański szaman
- George Ross – Sarge

i inni.